# Got Milk?

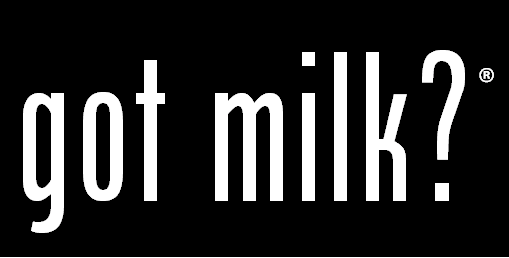
Лого кампанії «Got Milk?».

Got Milk? — гасло та рекламна кампанія заохочення споживання коров'ячого молока, яка була створена рекламною агенцією Goodby Silverstein & Partners для Ради молокозаводів Каліфорнії в 1993 році і пізніше ліцензована для використання молокозаводами і молочними фермерами. Кампанія діє з 24 жовтня 1993. Наслідком цієї кампанії стало значне збільшення реалізації молока в Каліфорнії.